# Paisij di Hilendar
Paisij di Hilendar o Paisij Hilendarski (in bulgaro Свети Паисий Хилендарски) (Bansko, 1722 – Asenovgrad, 1773) è stato un presbitero, storico e scrittore bulgaro, figura chiave della Risveglio nazionale in Bulgaria.
È famoso per essere stato l'autore della Istorija slavjanobolgarskaja, uno dei capolavori della letteratura bulgara e primo libro storiografico bulgaro.

## Biografia
Il frate santo Paisij nacque nell'eparchia di Samokov, probabilmente nella città di Bansko. Si stabilì nel Monastero di Hilandar sul Monte Athos nel 1745, dove divenne un ieromonaco e abate. Dopo aver raccolto materiale per due anni attraverso un pesante lavoro e persino visitando la terra dei Tedeschi, completò la sua Istorija slavjanobolgarskaja nel 1762 nel Monastero di Zografou. Nel monastero ortodosso di Karlovci, nel Sirmio, aveva avuto occasione di consultare e di ispirarsi al libro Il Regno de gli Slavi del monaco benedettino Mauro Orbini e agli Annales ecclesiastici del cardinale Cesare Baronio.
Il suo libro fu il primo tentativo di scrivere una storia completa della Bulgaria - ivi compresa la letteratura - e fu il tentativo di risvegliare e rafforzare la coscienza nazionale bulgara, dopo la lunga dominazione turo-ottomana, di spingere a non vergognarsi nell'usare la propria lingua e a rispettare la propria antica cultura, che era erudita ed illustre. Utilizzò un tono semplice, forse un po' arido, ma efficace e appassionò per generazioni i bulgari.

La parte più famosa dell'intero libro è la primissima frase. La sua domanda era probabilmente rivolta a Eugenio Vulgaris: 
"Perché ti vergogni di chiamarti Bulgaro?"
Questo più o meno spiega il proposito dell'autore che descrive il pericolo per i bulgari di cadere vittime dell'ellenizzazione del clero greco. 
Paisij girò la Bulgaria come frate mendicante e diffuse il suo libro, che fu copiato e distribuito fra i bulgari.
Si ritiene che sia morto sulla strada per il Monte Athos, vicino ad Ampelino (l'attuale Asenovgrad).
Il santo è ritratto sulla moneta da 2 lev, emessa nel 1999 e nel 2005.